# Omar Brown
Omar Brown (* 21. Juni 1982 in Trelawny Parish) ist ein jamaikanischer Sprinter.
1999 holte er bei den Jugendweltmeisterschaften in Bydgoszcz Bronze über 100 Meter, Silber über 200 Meter und Gold in der 4-mal-100-Meter-Staffel. Bei den Weltmeisterschaften in Sevilla wurde er im Vorlauf der 4-mal-400-Meter-Staffel eingesetzt und trug so zum Gewinn der Silbermedaille für das jamaikanische Team bei.
2005 schied er bei den Weltmeisterschaften in Helsinki im Vorlauf über 200 Meter verletzt aus. Bei den Commonwealth Games 2006 in Melbourne gewann er über diese Distanz Gold.
Am 3. November 2007 heiratete er seine Sprinterkollegin Veronica Campbell.

## Bestzeiten
- 60 m (Halle): 6,72 s, 28. Februar 2004, Lexington
- 100 m: 10,27 s, 21. Juli 2000, Kingston
- 200 m: 20,33 s, 21. Mai 2006, Carson
  - Halle: 20,52 s, 11. März 2005, Fayetteville
- 400 m: 46,00 s, 17. April 2005, Walnut
  - Halle: 46,74 s, 26. Februar 2005, Fayetteville